# Museo Nazionale dell’Automobile
Das Museo Nazionale dell’Automobile (auch Museo dell’Automobile di Torino, MAUTO und Museo Nazionale dell’Automobile “Avv. Giovanni Agnelli”) ist ein Automuseum in Turin.

## Geschichte

### Das MuseumBiscarettibis 2011

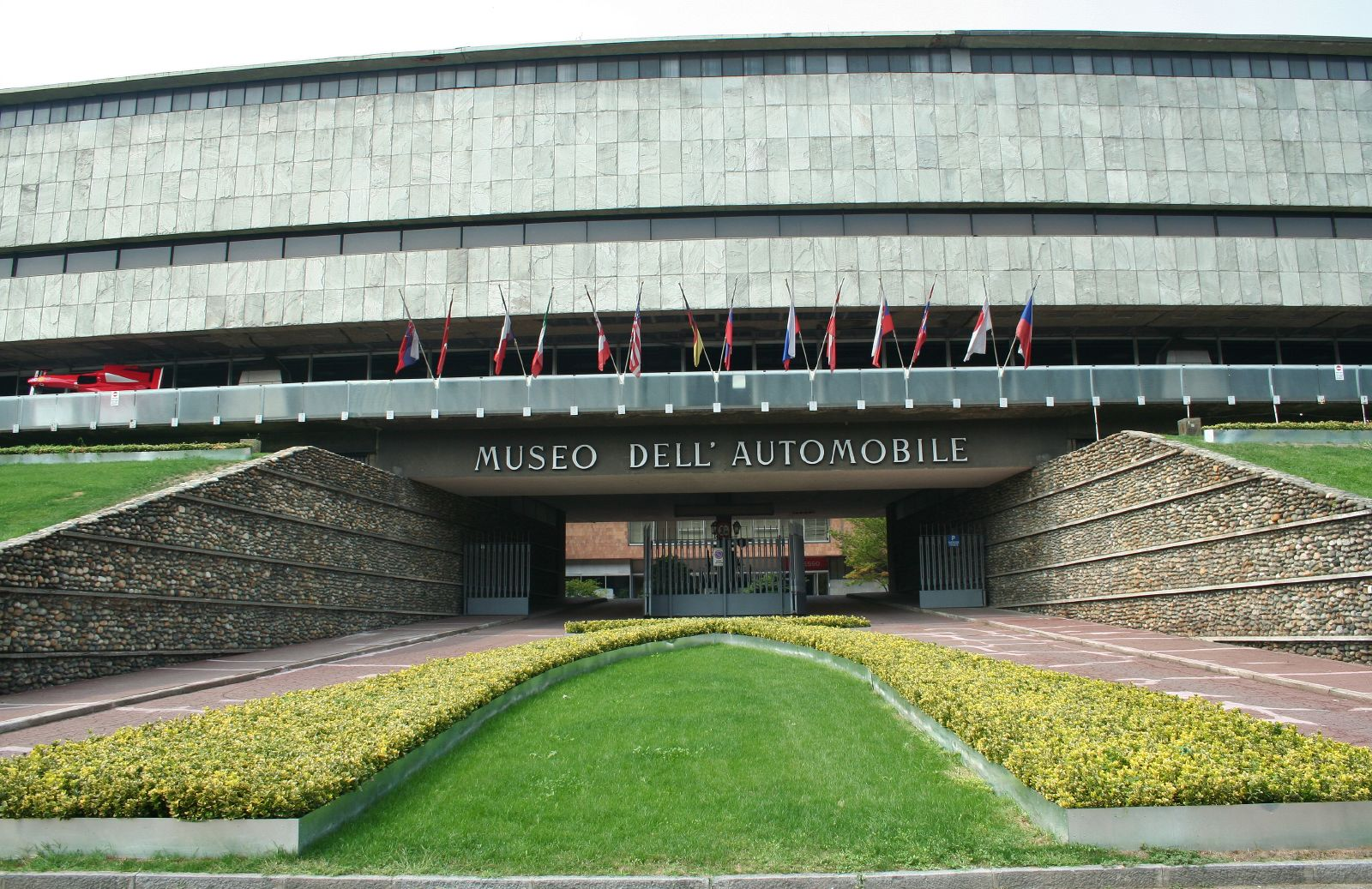
Das Museum im Jahr 2006

Carlo Biscaretti di Ruffia gründete 1932 auf Anregung seines Vaters Roberto Biscaretti di Ruffia und von Cesare Goria Gatti – beide Pioniere der italienischen Automobilindustrie – das Biscaretti-Museum. Er sammelte den Grundstock der heutigen Kollektion und suchte unaufhörlich nach dem richtigen Standort für die Präsentation.
1956 entschlossen sich die A.N.F.I.A. (Associazione Nazionale fra Industrie Automobilistiche ed Affini) zusammen mit der Familie Agnelli in Übereinstimmung mit der Stadt Turin der Sammlung ein neues Gebäude an der Straße Unità d’Italia zu errichten. Mit der Unterzeichnung der offiziellen Urkunde am 22. Februar 1957 war der Weg frei für die Planung des Museums am linken Ufer des Flusses Po in der Nähe des Fiat-Werks in Lingotto. Der moderne Bau wurde nach Plänen des Architekten Amedeo Albertini im April 1958 begonnen und bis zum Herbst 1960 fertiggestellt.
Carlo Biscaretti war zum Präsidenten des Museums ernannt worden, aber er starb kurz nach seinem siebzigsten Geburtstag ein Jahr vor der Fertigstellung. Die Vorstände des Museums benannten daraufhin das Museum nach ihm.
Die Eröffnung des Museo dell'Automobile „Carlo Biscaretti di Ruffia“ erfolgte am 3. November 1960.

Das Museumsgebäude fotografiert von Paolo Monti im Jahr 1961
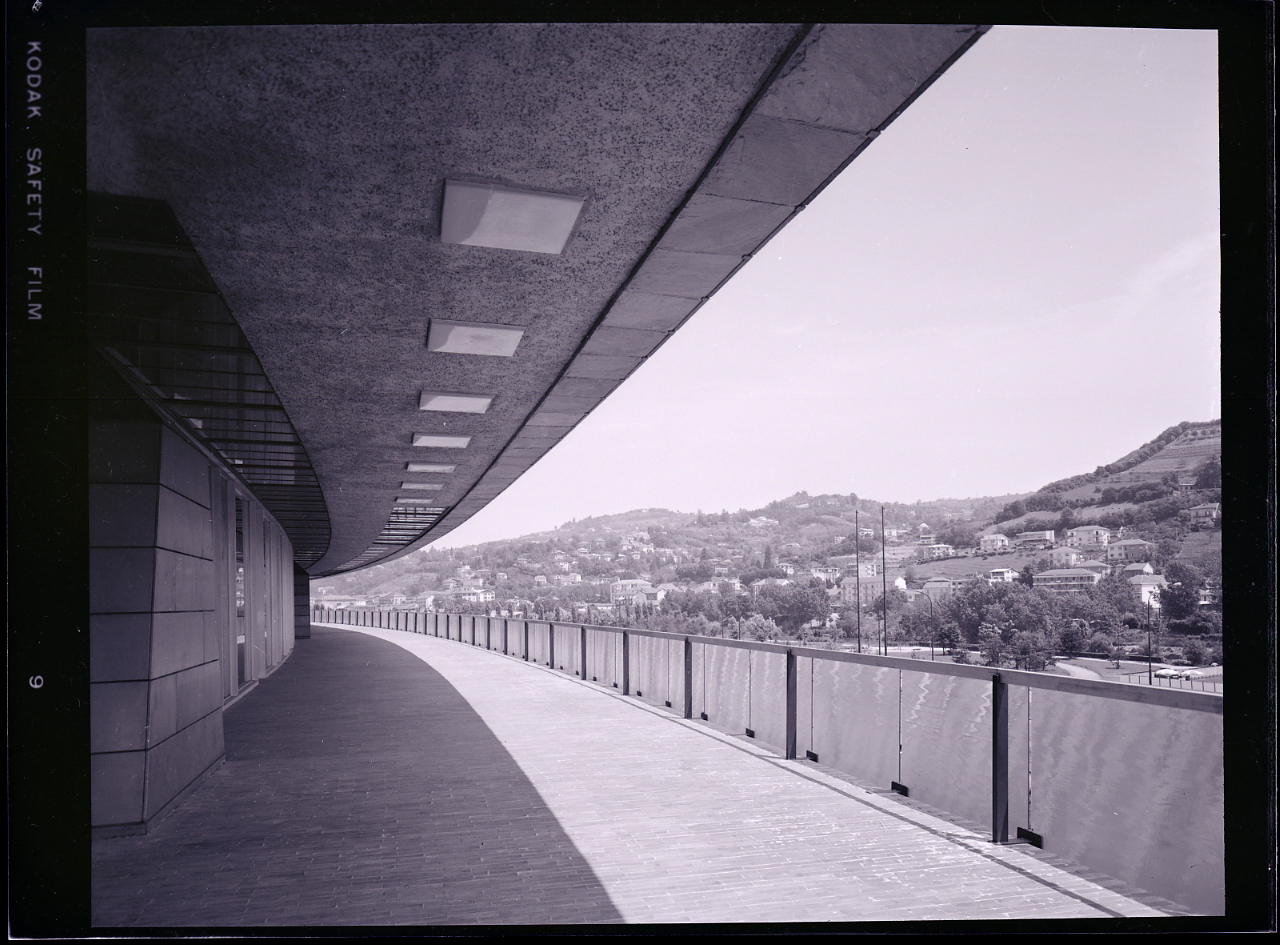
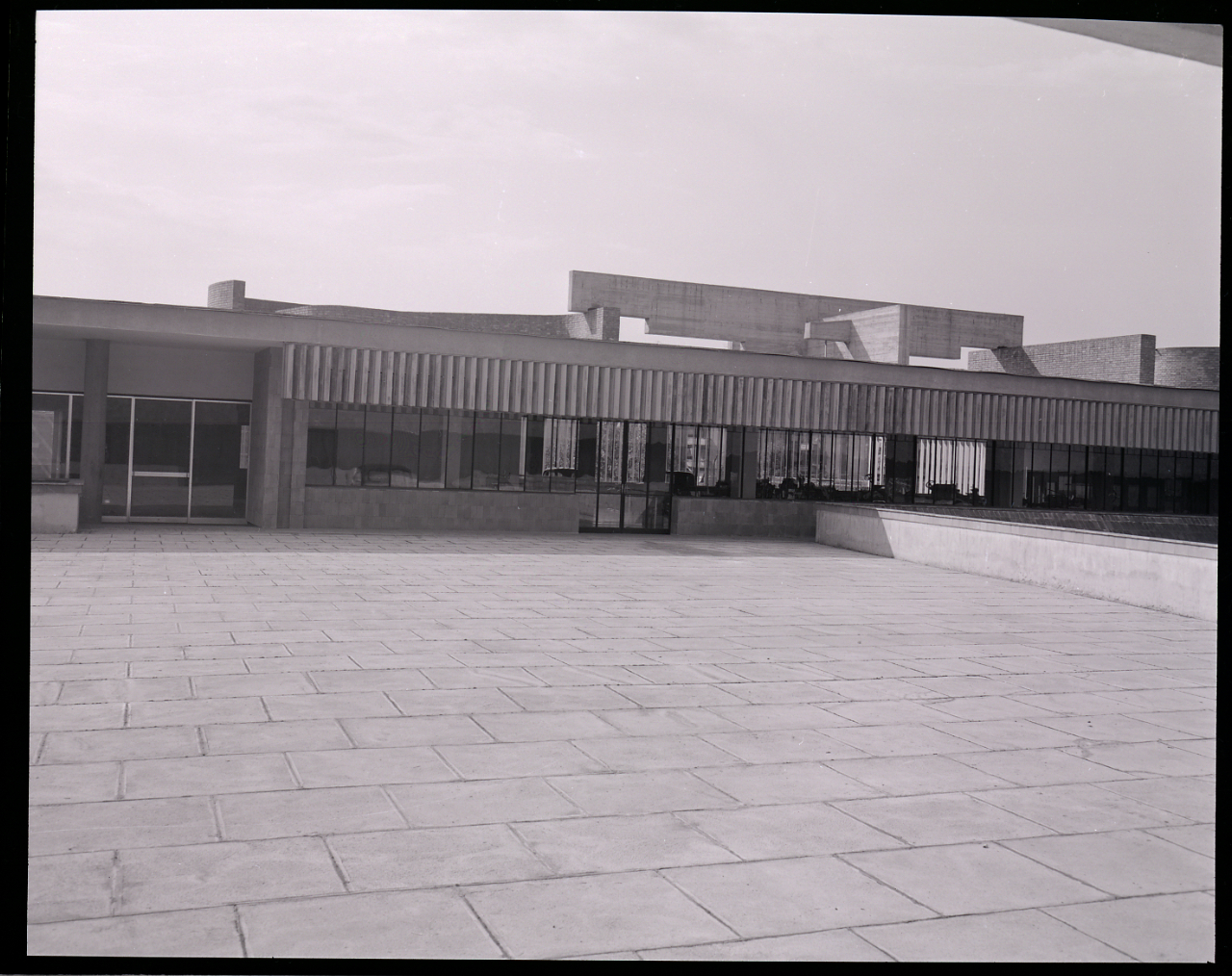
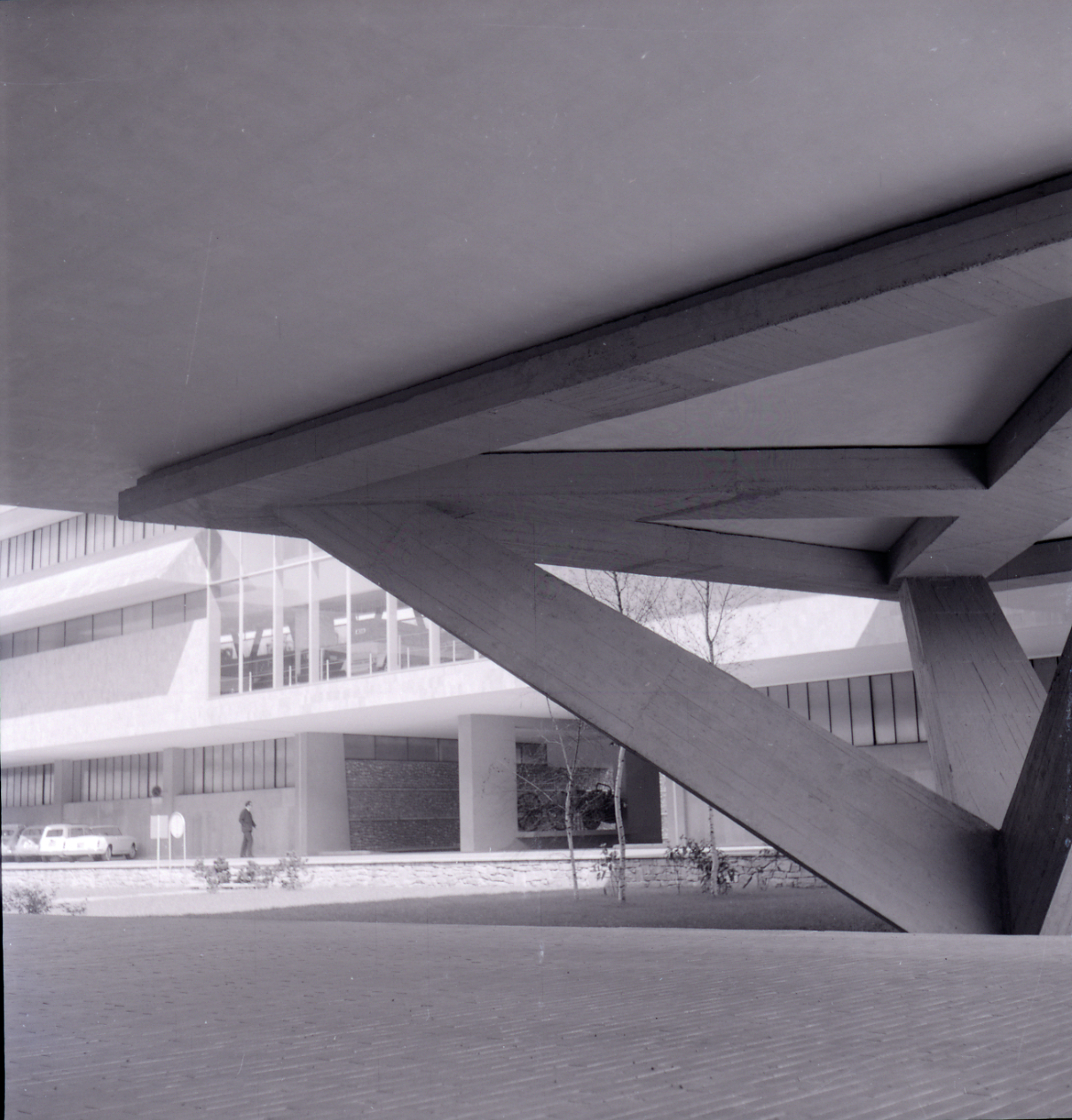
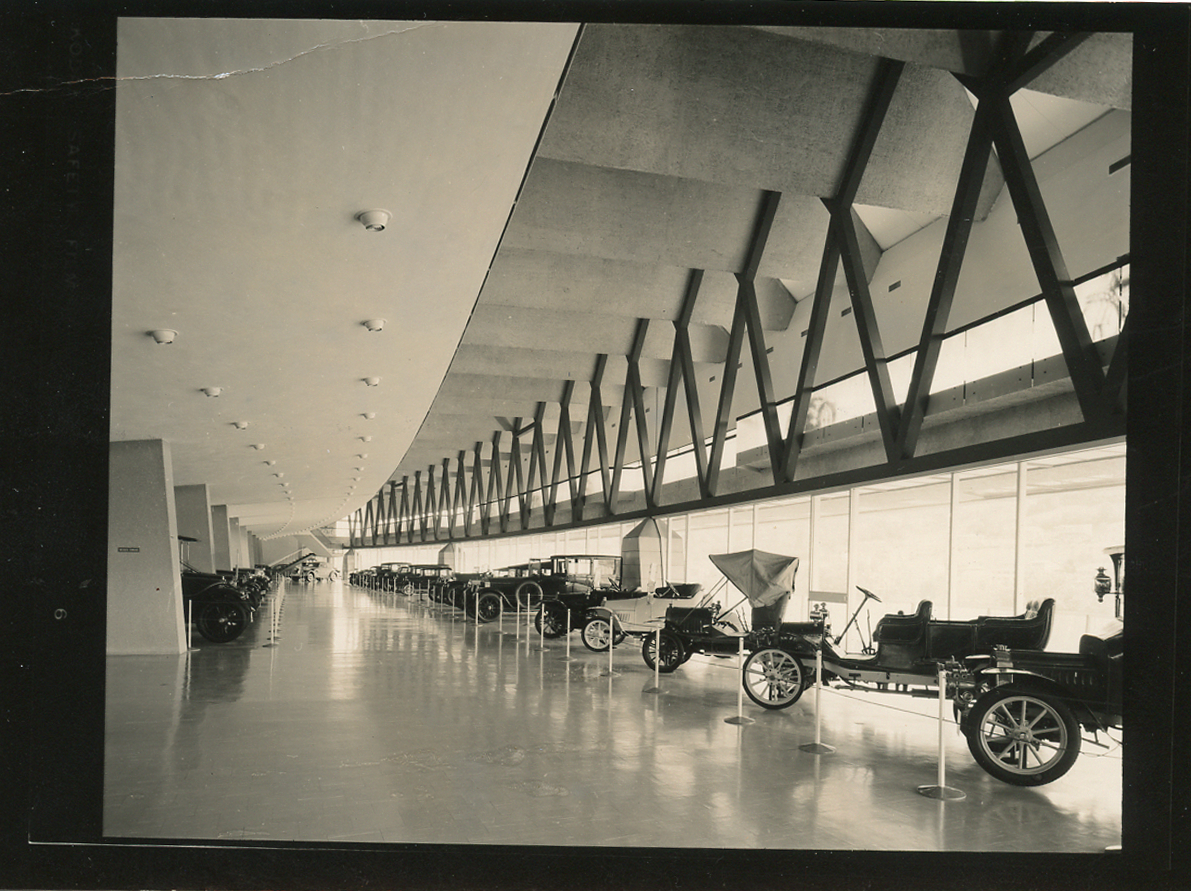

### Das MuseumMAUTOseit 2011
2002 begannen die Direktoren mit Überlegungen zur Neuausrichtung und Umgestaltung des Museums, die 2005 schließlich in einem internationalen Architektenwettbewerb mit 50 beteiligten Firmen mündeten. Gewinner waren eine Gruppe um den Architekten Cino Zucchi, die Recchi Engineering Srl und die Proger SpA.
Die Ausstellungen entwarf der Filmset-Designer François Confino, der bereits das Museo nazionale del cinema in Turin gestaltet hatte. Die Kosten von 33 Millionen Euro teilten sich die Stadt Turin, die Provinz Piemont sowie der italienische Automobilclub (ACI).
Zum 150. Geburtstag der Republik Italien im März 2011 eröffnete das neu gestaltete Museum nach knapp vierjährigen Umbauarbeiten, die am 10. April 2007 begonnen hatten.
Benedetto Camerana, der 2015 als Präsident des Museums für weitere drei Jahre bestätigt wurde, gestaltete auch das wiedereröffnete Museo storico Alfa Romeo in Arese.

## Ausstellungen

### Open Garage
Im untersten Stockwerk des Museums parken in der Open Garage diejenigen Fahrzeuge der Sammlung, die als Teil des Fundus für zukünftige Ausstellungen vorgehalten werden.

### Exponate
Das Museum verfügt über mehr als 200 Fahrzeuge von 85 Herstellern aus 13 Ländern.
Eine Auswahl:
- Alfa Romeo Tipo 33TT12 (1975)
- Alfa Romeo 155 V6 ti (1996)
- Alfa Romeo 179B (1981)
- Citroën 11CV (1934)
- Fiat Turbina (1954)
- Mercedes-Benz 500 K (1936)
- NSU Ro 80 (1966)
- Peugeot Typ 3 (1892)
- Trabant 601 (1987)
- VW Käfer (1952)